# Wang Hongbin
Wang Hongbin, conosciuto anche con la traslitterazione Wang Hung-pin (王鴻斌T, 王江文S, Wáng HóngbīnP; 16 febbraio 1915 – ...), è stato un cestista cinese.

## Carriera
Con la Repubblica di Cina ha disputato i Giochi olimpici di Berlino 1936.